# Eugen d'Albert
Eugen Francis Charles d'Albert (Glasgow, 10 de abril de 1864 - Riga, 3 de março de 1932) foi um pianista e compositor alemão. Estudou inicialmente sob a orientação de seu pai, e posteriormente ingressou no Royal College of Music em Londres, onde foi aluno de Sullivan e Pauer. Seguiu seus estudos de piano com Liszt em Weimar. Seu imenso talento era evidente. Posteriormente d'Albert seria admirado por Liszt, que chamava-o de "Albertus Magnus". Nascido na Escócia, d'Albert, que pouco falava inglês, adotaria a Alemanha como sua pátria.
Sua ópera Tiefland (Terra-Baixa) representada pela primeira vez em 1903 foi, na época, reconhecida como de mérito indiscutível. Prosseguiu escrevendo óperas: Flauto solo, Die toten Augen, e muitas outras, sendo que a de nº 21, Mister Wu (1932), ficou incompleta.
É autor de uma Sinfonia, dois quartetos, dois Concertos para piano, um Concerto para violoncelo, 58 canções e várias obras para piano, entre elas uma Sonata.
D'Albert era concertista de renome, em seu repertório figuravam composições de Beethoven, Chopin, Liszt e Brahms. Interpretou várias vezes a Sonata em Fá menor de Brahms, além de ter sido o solista em apresentações dos dois concertos para piano do mestre de Hamburgo.
Casou-se seis vezes, tendo sido um destes matrimônios com a pianista venezuelana Teresa Carreño.

## Trabalhos

### Óperas
- O rubi, ópera 2 atos. Libreto: E. d'Albert, segundo Friedrich Hebbel.
  - Primeira apresentação: 12 de outubro de 1893, Karlsruhe, Court Theatre
- Ghismonda, ópera 3 atos. Libreto: E. d'Albert, baseado em Karl Immermann As vítimas do silêncio.
  - Primeira apresentação: 28 de novembro de 1895 em Dresden, Hoftheater
- Gernot, ópera 3 atos. Libreto: Gustav Kastropp.
  - Primeira apresentação: 11 de abril de 1897 Mannheim, Hoftheater
- A partida, comédia musical 1 ato (50 min.). Libreto: Ferdinand Graf von Sporck, baseado em August Ernst von Steigentesch.
  - Primeira apresentação: 28 de outubro de 1898 Frankfurt, Opera House. Holandês: fevereiro de 1902, Amsterdã. Croata: 29 de outubro de 1915 em Zagreb. Inglês: Londres, 3 de setembro de 1925. Francês: 7 de novembro de 1932 em Bruxelas
- Caim, ópera 1. Libreto: Heinrich Bulthaupt.
  - Estreia mundial: 17 de fevereiro de 1900 Berlim, Königl. Ópera
- O improvisador, ópera 3 atos. Gustav Kastropp, depois de Victor Hugo Angelo, o tirano de Pádua.
  - Estreia mundial: 26 de fevereiro de 1902 Berlim, Königl. Ópera
- Tiefland, drama musical 2 atos e prólogo (135 min.). Libreto: Rudolf Lothar, baseado em Àngel Guimerà Terra baixa.
  - Primeira apresentação: 15 de novembro de 1903, Praga, Novo Teatro Alemão. Flamengo: 1 de dezembro de 1906 Antuérpia. Sueco: 9 de outubro de 1908, Estocolmo. Húngaro: 17 de novembro de 1908 em Budapeste. Esloveno: 1909 Ljubljana. Dinamarquês: 21 de outubro de 1909, Copenhague. Italiano: 18 de janeiro de 1910 em Barcelona. Inglês: 5 de outubro de 1910, Londres. Croata: 18 de novembro de 1910 em Zagreb. Polonês: março de 1911, Varsóvia. Francês: 21 de março de 1911. Nice. Norueguês: 12 de dezembro de 1913 Oslo. Russo: 14 de dezembro de 1915, Petrogrado. Letão: 2 de novembro de 1920, Riga. Romeno: 1924 Clausenburg.
- Flauto solo, comédia musical 1 ato (60 min.). Libreto : Hans von Wolzüge.
  - Primeira apresentação: 12 de novembro de 1905, Praga, Novo Teatro Alemão
- Tragaldabas, o marido emprestado, ópera cômica 4 atos. Libreto: Rudolf Lothar, baseado em Auguste Vacquerie.
  - Estreia mundial: 3 de dezembro de 1907 Hamburgo, Stadttheater
- Izeÿl, ópera 3 atos. Libreto: Rudolf Lothar, baseado em Paul Armand Silvestre e Eugène Morand.
  - Estreia mundial: 6 de novembro de 1909 Hamburgo, Stadttheater
- A mulher doada, ópera 3 atos. Libreto: Rudolf Lothar, após E. Antony.
  - Estreia mundial: 6 de fevereiro de 1912 Viena, Court Opera
- Correntes de amor, ópera 3 atos. Libreto: Rudolf Lothar baseado em Àngel Guimerà La hija del mar.
  - Estreia mundial: 12 de novembro de 1912 Viena, Volksoper Viena. Nova versão: 8 de março de 1918 Berlim, Ópera Alemã
- Os olhos mortos, um poema de palco 1 ato e prólogo (120 min.). Libreto: Hanns Heinz Ewers e Marc Henry, baseado em Marc Henry Les yeux morts. Composto em 1912/13.
  - Estreia mundial: 5 de março de 1916, Dresden, Court Opera. Dinamarquês: 17 de março de 1918, Copenhague. Sueco: 27 de setembro de 1920, Estocolmo. Polonês: outono de 1920 em Varsóvia. Húngaro: 12 de novembro de 1921 Budapeste.
- O touro de Olivera, ópera 3 atos. Libreto : Richard Batka, baseado em Heinrich Lilienfein.
  - Estreia mundial: 10 de março de 1918 Leipzig, Stadttheater
- Casamento da revolução, ópera 3 atos. Libreto: Ferdinand Lion, baseado em Sophus Michaëlis.
  - Estreia mundial: 26 de outubro de 1919 Leipzig, Neues Stadttheater
- Scirocco, ópera 3 atos. Libreto: Karl Michael von Levetzow e Leo Feld.
  - Estreia mundial: 16 de maio de 1921 em Darmstadt, Landestheater
- Mareike von Nymwegen, jogo de lenda 3 atos. Libreto: Herbert Alberti.
  - Estreia mundial: 31 de outubro de 1923 Hamburgo, Stadttheater
- O Golem, drama musical 3 atos (120 min.). Libreto: Ferdinand Lion, em homenagem a Arthur Holitscher.
  - Estreia mundial: 14 de dezembro de 1926 Frankfurt, Opera House
- A orquídea negra, ópera 3 atos. Libreto: Karl Michael von Levetzow.
  - Estreia mundial: 1º de dezembro de 1928, Leipzig, Neues Theatre
- A viúva de Éfeso, ópera 3 atos. Libreto: Karl Michael von Levetzow, baseado na viúva de Éfeso de Gaius Petronius Arbiter. Composto em 1930.
  - Não listado
- Mister Wu, ópera 3 atos, completada por Leo Blech. Libreto: Karl Michael von Levetzow, baseado em Harry M. Vernon e Harold Owen.
  - Estreia mundial: 29 de setembro de 1932, Dresden, State Opera

### Obras Orquestrais
- Concerto para piano nº 1 em si menor, Op. 2 (1884)
- Sinfonia em Fá maior op.4 (1886)
- Esther. Abertura para Franz Grillparzer op.8 (1888)
- Concerto para piano nº 2 em mi maior, op. 12 (1893)
- Concerto para violoncelo em dó maior op. 20 (1899)
- Cinderela. Suite op. 33 (1924)
- Symphonic Prelude to Tiefland op.34 (1924)

### Música de Câmara
- Quarteto de cordas nº 1 em lá menor, op. 7 (1887)
- Quarteto de cordas nº 2 em mi bemol maior op.11 (1893)

### Musica para Piano
- Suite em ré menor para piano op. 1 (1883)
- Sonata para piano em Fá sustenido menor op. 10 (1893)
- mais peças de piano

### Música Vocal
- Man and Life for Choir op. 14 (1893)
- Sereias. Cena para voz e orquestra op. 15 (1897)
- Como experimentamos a natureza para soprano ou tenor e orquestra op. 24 (1903)
- 2 canções para soprano ou tenor e orquestra op. 25 (1904)
- Hino medieval de Vênus para tenor, coro masculino e orquestra op. 26 (1904)
- Ao Gênio da Alemanha pelas vozes solo e coro op. 30 (1904)
- 58 canções

## Literatura
- Hans Arnold: 6 Frauen um Eugen d’Albert: Lebensroman eines großen Künstlers. Eden-Verlag, Berlin 1959
- Werner Bollert (ed.). «d'Albert, Eugen Franz Karl». Neue Deutsche Biographie (NDB) (em alemão). 1. 1953. Berlim: Duncker & Humblot. pp. 138.
- Charlotte Pangels: Eugen d’Albert: Wunderpianist und Komponist. Eine Biographie. Atlantis, Zürich/Freiburg i. Br. 1981, ISBN 3-7611-0595-9.
- Helmut Scheunchen: Lexikon deutschbaltischer Musik. Verlag Harro von Hirschheydt, Wedemark-Elze 2002. ISBN 3-7777-0730-9. S. 26